# عایق‌بندی دیوار خارجی
یک سیستم عایق‌بندی دیوار خارجی روشی برای پوشش بیرونی، دکوراتیو، محافظ و عایق بندی حرارتی است که شامل پلی استایرن منبسط شونده، پشم معدنی، فوم پلی یورتان یا فوم فنلی پوشیده شده با نازک کاری مسلح پایه سیمانی، معدنی یا سینتتیک می‌باشد.
ضخامت عایق حرارتی به این بستگی دارد که کدام نوع از عایق بندی خارجی دیوار لازم است تا پارتیشنی با ضریب انتقال (U=0.25 W/m2K) تا (U=0.3 W/m2K) ساخته شود. زمانی که نیازهای واقعی عایق بندی محاسبه می‌شود، به استانداردهای فعلی مقررات ساختمانی باید توجه گردد. همچنین باید به دوام، میزان در معرض بودن و تحت تخریب واقع بودن نیز توجه گردد. در بسیاری از املاک قدیمی تر باید به تیرهای بتنی یا لینتل‌هایی که به عنوان پل حرارتی عمل کرده و عایق بندی را تضعیف می‌کنند، توجه ویژه‌ای داشت.

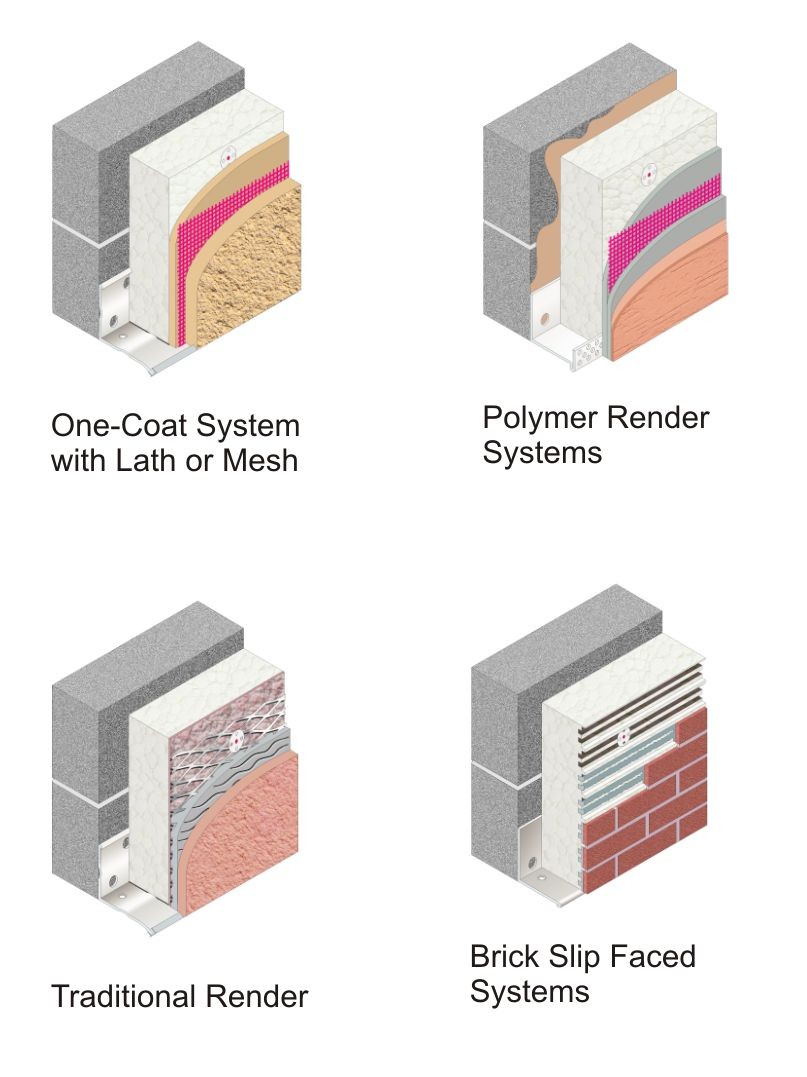
انواع دیوار خارجی منقوش سیستم عایق بندی دیوار (سیستم EWI)

## انواع
سیستم‌های عایق بندی خارجی دیوار عموماً در ابتدا از یک لایه عایق (المانی که کمک می‌کند تا عملکرد حرارتی لازم تأمین شود) تشکیل شده‌اند و سپس از یک لایه پایانی آب بندی (معمولاً اندودکاری، هرچند از آجرهای ورقه‌ای، کاشی‌ها یا تخته‌های تزئینی نیز استفاده می‌شود) تشکیل شده‌است.
اندودکاری عایق کننده در برخی از موقعیت‌ها می‌تواند یک مزیت باشد. انتخاب نوع و اندازه به زیر بستر و نیازهای در معرض بودن طرح بستگی خواهد داشت. نماهای خشک معمولاً با استفاده از تسمه‌هایی از الوار که خود به‌طور مستقل به زیر بستر متصل هستند، به زیر بستر متصل شده‌اند. هر سیستمی که انتخاب و نصب شود باید توسط یک مرجع معتبر تائید شده باشد.

### نماهای سنتی
انتخاب نماهای سنتی در حال حاضر در صنعت عایق بندی خارجی دیوار متداول است. نمای سیمان تگری یک روش سنتی نماسازی است که در آن مصالح دانه‌ای به سمت نمای تر پرتاب می‌شوند تا سطح نهایی سیمان تگری به دست آید.
نمای سیمان خراشیده یک نمای سیمانی رنگ دار است که در زمان کارپذیری سطح خراشیده شده‌است. این کار با استفاده از یک ابزار خراش دهنده که سطح نما را به اندازه ۲ تا ۳ میلی‌متر خراش می‌دهد انجام می‌گیرد تا سطح دانه‌های مخلوط نمایان گردد. رنگ واقعی نما با سطحی غیر یکنواخت نمایان می‌ شود.
نمای زبر سیمانی شامل یک لایه نمای فوقانی و مخلوط دانه بندی شده‌ای است که روی یک لایه تحتانی دوغاب مانند پرتاب می‌شود تا دانه‌ها به‌طور کامل در داخل دوغاب سیمان گیر کنند. دانه‌ها ممکن است از هر نوع سنگ سخت با اندازه‌های یکسان باشند تا سطحی با بافت ناصاف تولید کنند. این روش به‌طور سنتی در اسکاتلند به شکل گسترده‌ای مورد استفاده بوده‌است.

## کاهش انتشار کربن
از آنجا که انگلستان برنامه خود را بر کاهش انتشار کربن به ۸۰ درصد مقدار فعلی تا سال ۲۰۵۰ قرار داده است، دولت بریتانیا به صاحب خانه‌هایی که اقدام به نصب سیستم EWI در دیوارهای صلب ساختمان خود نمایند بازپرداخت حداکثر مبلغ £۶٬۰۰۰ را پیشنهاد می‌دهد. در ولز جنوبی افزایش برنامه‌های کاربردی برای این طرح برای تبدیل شدن به انرژی کارآمد دیده می‌شود، زیرا در آنجا بازار مسکن نیاز خاصی به بروز رسانی دارد.